# سارات شاندرا تشاتوبادياي
كان سارات شاندرا تشاتوبادياي Sarat Chandra Chattopadhyay، (15 سبتمبر 1876 - 16 يناير 1938)، روائيًا بنغاليًا وكاتب قصة قصيرة في أوائل القرن العشرين. تتناول معظم أعماله أسلوب الحياة والمأساة والنضال لسكان القرية والممارسات الاجتماعية المعاصرة التي سادت في البنغال. لا يزال المؤلف الهندي الأكثر شهرة وترجمة في كل العصور.

## سيرة شخصية
ولد سارات تشاندرا تشاتوبادياي يوم 15 سبتمبر عام 1876، في ديباناندابور Debanandapur، وهي قرية صغيرة في هوجلى، ولاية البنغال الغربية.

## روابط خارجية
- سارات شاندرا تشاتوبادياي على موقع IMDb (الإنجليزية)
- سارات شاندرا تشاتوبادياي على موقع الموسوعة البريطانية (الإنجليزية)
- سارات شاندرا تشاتوبادياي على موقع قاعدة بيانات الفيلم (الإنجليزية)

- أعمال أو نبذة عن سارات شاندرا تشاتوبادياي على أرشيف الإنترنت
- الرجل وراء ديفداس ، بارنيتا
- سارات شاندرا تشاتوبادياي في قاعدة بيانات الأفلام على الإنترنت